# 香江書院
香江書院是昔日一所香港私立大專院校，於1972年於中華民國教育部以私立香江學院註冊至1994年撤辦。

## 歷史
香江書院由陳樹渠(1914年—1973年) 創立，其後由朱夢曇（孔聖堂主要成員之一）任院長，位於深水埗大埔道70號，與香江中英文中學設在同一校舍。
1956年6月，由八所私立大學書院倡議合併成後來的聯合書院，包括廣僑書院、光夏書院、華僑書院、文化書院、平正會計專科學校、珠海書院、香江書院與廣大書院。在談判期間後三所書院退出合組事宜。
香江書院因創辦人陳樹渠於1973年離世後停辦，其遺孀陳麗玲將其更辦為陳樹渠紀念中學。

## 著名校友
- 林尚義，前香港足球員，足球評述員及演員
- 何萬森（曾就讀）
- 劉祖永牧師
- 蕭國健教授，香港歷史學家

## 另見
- 陳樹渠紀念中學
- 聯合書院